# 布列斯特要塞保衛戰
布列斯特要塞保衛戰（1941年6月22–29日，俄語：Оборона Брестской крепости）是巴巴羅薩行動的早期戰役之一。布列斯特要塞由蘇聯紅軍駐守，防衛德意志國防軍的進攻。蘇軍堅守該地的時間比預期的來的久，第二次世界大戰結束後更成為蘇聯抵禦外侮的精神象徵，於1965年更因1941年的防衛戰役而獲頒「英雄要塞」的稱號。

## 戰役背景

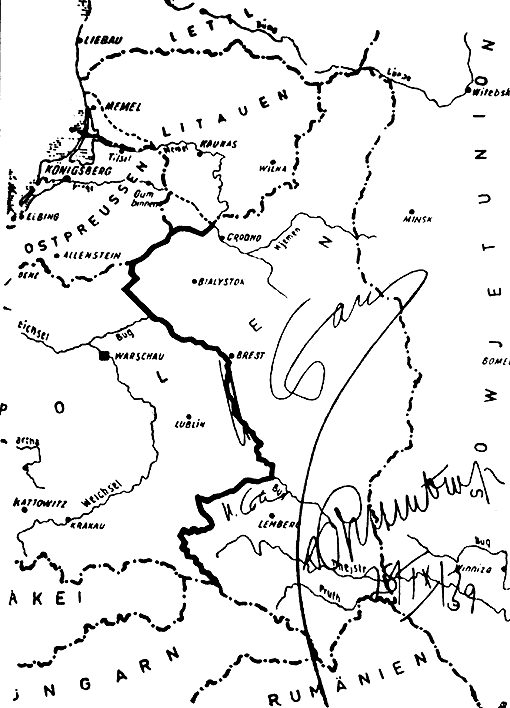
一份德蘇互不侵犯條約的機密附錄地圖顯示了1939年9月後的德蘇新邊界; 從地圖上可以看到布列斯特就坐落在邊界旁。

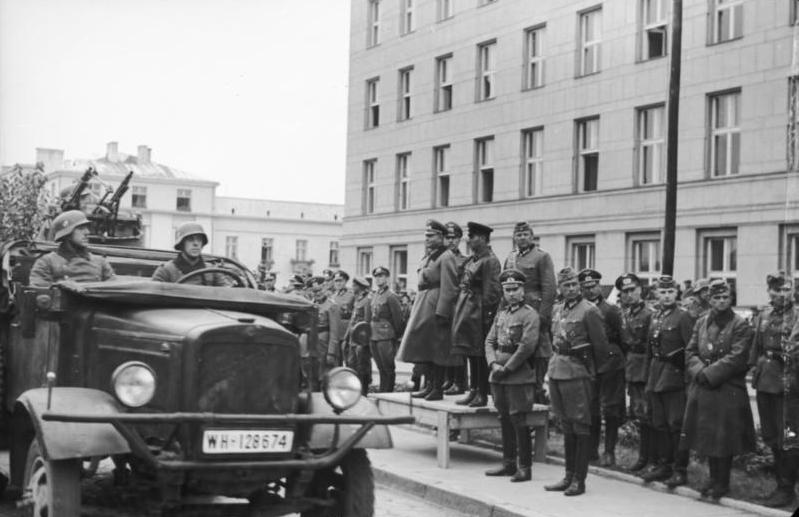
1939年9月23日，占领波兰的苏俄和纳粹德国军队在布列斯特移交仪式上举行联合阅兵

19世紀的布列斯特要塞舊址是1939年布列斯特戰役的戰場所在，德軍在波蘭戰役中控制了這裡。然而，根據《德蘇互不侵犯條約》，布列斯特週遭的領土以及當時波蘭52%的領土面積皆歸蘇聯所有。因此，1941年夏季，德軍必須再次奪取這座要塞，然而這次的對手是蘇聯。
德軍計畫控制布列斯特與布列斯特要塞；兩者在巴巴羅薩行動的最初階段裡是中央集團軍推進的主要障礙。要塞和城市本身控制了越過西布格河的主要橋梁，以及華沙到莫斯科的鐵路及高速公路。

## 雙方兵力
要塞內的蘇聯守軍大約有9,000人，其中包含正規紅軍、邊防軍與內務人民委員部的特工。駐守部隊分別隸屬於伊萬·西多羅維奇·拉薩倫科將軍指揮的第6步槍師、米哈伊爾·帕普西-夏普科上校指揮的第42步槍師、蘇聯邊防軍第17邊境警衛隊以及其他小型單位（包括野戰醫院及醫療隊），要塞內還有300戶守軍眷屬居住。
德軍則部署了來自奧地利的第45步兵師，約17,000人、來自第31及第34步兵師的部分火炮和海因茨·古德林將軍的第2裝甲軍團支援，總計約20,000人。第45師既沒有飛機也沒有坦克可供使用，但在6月22日得到了來自第34師的一組突擊砲（Sturmgeschütze）的支援，並在6月29日得到了一些Ju 88轟炸機的支援，它們投下了23枚炸彈。

## 德軍的包圍

1941年6月，布列斯特要塞的防線配置圖。1. 科布林防線，2. 維林斯科葉防線，3. 泰雷斯波爾防線。

德軍於1941年6月22日發動攻擊時，要塞守軍並未獲得任何事先警告。這裡也成為德意志國防軍與蘇聯紅軍在巴巴羅薩行動開始後第一場重大戰役的戰場。德軍炮火大規模轟炸布列斯特及布列斯特要塞。最初的炮火猛攻炸的要塞守軍措手不及，並造成了嚴重的器材損失與人員傷亡。邊界上的布列斯特及要塞周遭發生了激烈的戰鬥。德軍的第一輪攻勢在轟炸停止後1個半小時展開；受到嚴重驚嚇的蘇聯守軍根本無法組織有效的防禦正面，因此他們轉而防守一些強化的防禦點，其中最重要的就是要塞本身。有些蘇聯軍隊成功逃出要塞，但多數人卻被困在德軍的包圍圈內。即便有著出其不意的優勢，德軍後續企圖攻下要塞的步兵攻勢卻因嚴重的傷亡而被迫停止。第一天對要塞的進攻就造成了281名德軍士兵陣亡。激烈的交戰又持續了兩天。到了6月24日晚間，德軍已經有368名士兵陣亡，並俘虜了4,000至5,000名紅軍士兵。
6月24日及25日的戰鬥主要發生於紅軍在要塞內的根據地中。至6月26日夜間，科布林防線以北的所有防禦工事，除東堡壘外，均告淪陷。
第45步兵師師長費里茲·史賴普將軍在寫給國防軍最高統帥部的詳細報告內這麼寫道：
|  | 「我們根本不可能只靠步兵在這裡推進，因為高度協調的步槍及機槍火力被設置在要塞深處的陣地中，馬蹄形的中庭會摧毀任何靠近的人。依我看只有一種解決方法，就是透過斷糧與斷水來迫使守軍有條件投降。我們已經準備好要用任何方式逼迫他們就範…我們提供的條件被他們拒絕了…」。 |

由於東堡壘無法被步兵攻下，德國空軍在6月29日轟炸了它兩次，並迫使剩餘的360名守軍投降。

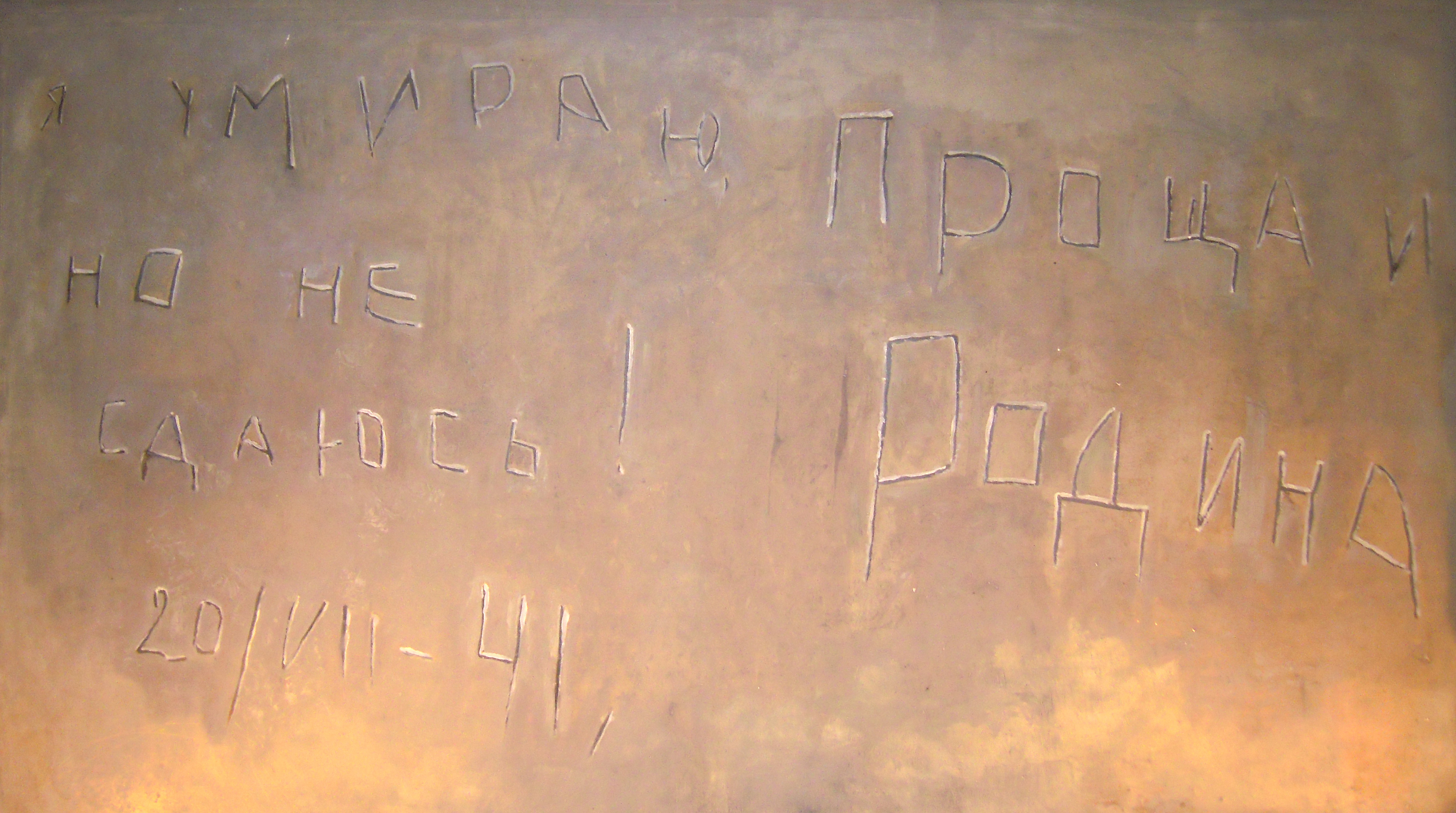
在蘇軍根據地發現的刻字抄本：「我快死了，但我絕對不會投降！珍重再見，我的祖國 1941年7月20日」。

雖然蘇聯士兵在戰役的初始階段被突如其來的攻擊給震懾住，且面臨到兵力懸殊、缺乏補給及被切斷與外界聯繫的窘境，他們堅持的時間依然比德軍的預期來的久。德軍部署了各式重型火炮，包括15公分41年式噴煙者及火焰噴射器。要塞內的平民也會接替受傷的機槍手、裝彈手的工作，有時甚至會拿起步槍加入保衛要塞的行列。
史賴普將軍在他的詳細報告中寫道：
|  | 「第81戰鬥工兵營被賦予一個炸毀中央島上一座建築物的任務....這麼做是為了消滅來自北島的側翼火力。炸藥被從建築物的屋頂垂降至窗戶邊，導火線已經設置好並且已經點燃。炸藥爆炸時，我們可以聽到蘇聯士兵的慘叫聲，但這並沒有阻止他們繼續作戰」。 |

6月24日這時德軍已經占領的要塞的一部分；部分蘇聯軍隊終於設法會合並在團級政委葉夫姆·福明的指揮下協調防禦。福明政委的副官是伊凡·祖巴喬夫大尉。6月26日時一小股蘇聯軍隊嘗試突破包圍但以失敗告終，並承受了相當大的傷亡。也許就在同一天，祖巴喬夫大尉和葉夫姆政委也遭俘虜。祖巴喬夫被送往位於哈默爾堡的戰俘營（Oflag XIII-B、Stalag XIII-C），最終和數百萬名蘇聯戰俘一同死於那裡；葉夫姆·福明則因為政委及猶太人的身分而遭當場處決。
第45師的師部戰鬥報告在針對1941年6月30日在布列斯特及要塞中發生的戰鬥寫道：「本師俘虜了7,000名戰俘，其中包含100名軍官。我軍損失為482名士兵陣亡，包括32名軍官，另有1,000多人受傷」。如此規模的傷亡可以以德軍到1941年6月30日在東線戰場的總傷亡數字8,886人陣亡來衡量。如此看來，發生在布列斯特的戰鬥造成了德軍總傷亡數的5%左右。在經歷了8天的激烈戰鬥後，德軍終於攻下要塞。相比之下，控制「1號裝甲通道」的戰略目標，也就是控制通往莫斯科的公路、重要的鐵路線還有越過西布格河的橋梁的目標，只花了1天就達成了。由於過高的德軍傷亡，國防軍最高統帥部要求費里茲·史賴普將軍繳交一份關於6月22日至29日布列斯特戰鬥的詳細報告。這份報告在1941年7月8日完成，1942年3月紅軍在位於利夫內的第45步兵師檔案庫中發現了這份報告的副本。
數名紅軍士兵在東堡壘陷落後依然躲藏在要塞中。在他們生命的最後幾天，有些殘存的守軍開始在牆上刻字。其中一段刻字寫道：
|  | 「我們會死，但我們絕不離開要塞」、「我快要死了，但我決不投降。珍重再見，我的祖國。 1941年7月20日.」 |

據傳布列斯特要塞內最著名的守軍人物之一的彼得·米哈伊洛維奇·加夫里洛夫少校（後獲頒「蘇聯英雄」的封號）於7月23日遭到俘虜。
第6步兵師第86步兵團政委葉菲姆·福明則因為身為猶太人、政委和共產黨員的三重身份被德軍當場處決。
有些歷史作家認為這些依然藏身在要塞內而被孤立的守軍們至遲在同年8月時被徹底搜出，這是納粹德國元首阿道夫·希特勒與義大利王國領導人貝尼托·墨索里尼即將參訪要塞而加強的維安措施。目前唯一能夠確認1941年6月29日後要塞內仍有抵抗者活動的證明文件顯示1941年7月23日，在經過短暫的駁火後，德軍於翌日逮捕了一名蘇軍中尉。

## 大眾文化
保衛布列斯特要塞的戰鬥在1957年被拍成電影《不死的守軍》，2010年又被翻拍成電影《布列斯特要塞》。
蘇聯作家鮑里斯·利沃維奇·瓦西里耶夫寫了一本小說名叫《未列入名冊》（В списках не значился），內容是關於一名名叫尼可萊·普魯茲尼科夫的紅軍士兵於1941年保衛布列斯特要塞的經歷。小說的最後，普魯茲尼科夫在被德軍俘虜並審訊時，僅僅回答了一句「我是俄國士兵」，接著便因數個月戰鬥的精疲力竭而死亡。（當地傳說中，確有一名士兵在1942年4月被俘，但由於證人是一名猶太人並於1942年底死於納粹屠殺，因而無從考證）瓦西里耶夫的小說在1995年被改編成電影《我，一名俄國士兵》（Я — русский солдат），由安德烈·馬里尤科夫執導。

## 延伸閱讀
- Aliev, Rostislav & Britton, Stuart, The Siege of Brest 1941: A Legend of Red Army Resistance on the Eastern Front, Pen & Sword, October 2013.
- Ganzer, Christian: German and Soviet Losses as an Indicator of the Length and Intensity of the Battle for the Brest Fortress (1941). In: The Journal of Slavic Military Studies, Volume 27, Issue 3, p. 449-466.
- Ganzer, Christian; Paškovič, Alena: „Heldentum, Tragik, Kühnheit.“ Das Museum der Verteidigung der Brester Festung. In: Osteuropa 12/2010, pp. 81–96.  （页面存档备份，存于）
- Christian Ganzer: Remembering and Forgetting: Hero Veneration in the Brest Fortress. In: Siobhan Doucette, Andrej Dynko, Ales Pashkevich (ed.): Returning to Europe. Belarus. Past and Future. Warsaw 2011, p. 138-14.  （页面存档备份，存于）
- Ganzer, Christian: Czy „legendarna twierdza“ jest legendą? Oborona twierdzy brzeskiej w 1941 r. w świetle niemeckich i austriackich dokumentów archiwalnych. In: Wspólne czy osobne? Miesca pamięci narodów Europy Wschodniej. Białystok/Kraków 2011, S. 37-47.  （页面存档备份，存于）
- Moschansky, I. & V. Parshin, THE TRAGEDY OF BREST 1941, Military Chronicle 2007 Paperback (Russian text but English summary and captions)
- Кристиан Ганцер (руководитель группы авторов-составителей), Ирина Еленская, Елена Пашкович [и др.]: Брест. Лето 1941 года. Документы, материалы, фотографии. Смоленск: Инбелкульт, 2016. ISBN 978-5-00076-030-7  （页面存档备份，存于）

## 外部連結
- Soviet Citadel of Brest-Litovsk is Captured Jun 1941, Combat footage.  （页面存档备份，存于）German Wartime Newsreel (Die Deutsche Wochenschau Nr.565) （页面存档备份，存于）
- （俄文） Подвиг героев бессмертен （页面存档备份，存于）
- （俄文） Брестская крепость (English version available)
- （俄文）
- World War II aerial photo